# Osady Zamarckie
Osady Zamarckie – część wsi Zamarte w Polsce, położona w województwie kujawsko-pomorskim, w powiecie sępoleńskim, w gminie Kamień Krajeński.
W latach 1975–1998 Osady Zamarckie administracyjnie należały do województwa bydgoskiego.